# Поглед у небо
„Поглед у небо“ је српски филм из 2007. године. Режирао га је Миливоје Мишко Милојевић, а сценарио је писао Дејвид Хер.

## Улоге
| Глумац            | Улога                      |
| ----------------- | -------------------------- |
| Милица Михајловић | Кира Холис                 |
| Војислав Брајовић | Том Саргент                |
| Радован Вујовић   | Едвард Саргент (Томов син) |